# ヨハン・ランツァウ

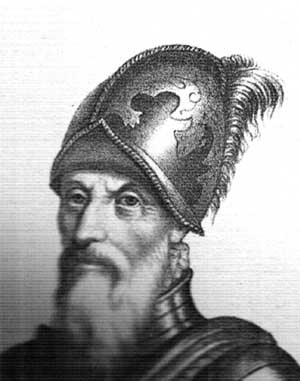
ヨハン・ランツァウ

ヨハン・ランツァウ（デンマーク語：Johan RantzauあるいはJohann Rantzau、1492年11月12日 - 1565年12月12日）は、デンマークの政治家、軍人。伯爵戦争の活躍で彼の名は知られている。

## 生涯
ヨハン・ランツァウはホルシュタイン公国のイツェホー（Itzehoe）近くのシュタインブルク（Steinburg）城の貴族の子として生まれた。彼の家族はスレースヴィ公国（シュレースヴィヒ公国）及びホルシュタイン公国がデンマーク王室の支配下に入った後に、デンマーク王室の家臣となったが、ヨハン・ランツァウ自身がデンマーク王室の家臣になったのは後年のことである。彼は若い頃、軍務での成功を模索し、将校そして傭兵の教育を受けた。また、同時に公爵家にとって重要な政治アドバイザーとなった。
1523年にクリスチャン2世がフレゼリク1世により王位を追われると、ヨハン・ランツァウはフレゼリク1世の軍隊を指揮した。その後、ヨハン・ランツァウは公国の知事並びにデンマーク王国参事会（en）の一員となり、非デンマーク人の中でのもっとも重要な政治アドバイザーとなった。また、同時にホルシュタインの領主として出世し、ブライテンブルク（Breitenburg）にある荘園領主の邸宅を彼の不動産とした。1525年にスコーネの農民が起こした反乱の鎮圧は流血を伴うものであったが、この時、同僚とともにルター派を浸透させるために、ヨハン・ランツァウはルター派に改宗した。
彼の伯爵戦争（1534年 - 1536年）における軍功は特筆すべきものであった。敵方のオルデンブルク伯クリストファが優勢であるという絶望的な状況にもかかわらず、ホルシュタインの貴族とともに彼はクリスチャン3世を支持した。1534年にはフュン島で大敗を喫し屈辱的撤退を経験したものの、同年冬、船乗りクレメント率いる農民反乱をユラン半島北部のオールボーで撃破、ユラン半島の挽回に成功した。その後、フュン島を攻撃、1535年6月11日にはウクスネビェア（Øksnebjerg）の戦い（da）でオルデンブルク伯クリストファの軍隊を打ち負かし、その後、コペンハーゲンを包囲、攻略し、クリスチャン3世の勝利に貢献した。
伯爵戦争終結後も、ヨハン・ランツァウは王国の将軍、政治アドバイザーを続けていたが、ホルシュタインの問題に集中せざるを得なくなった。1545年に、両公国の分離に抗議して知事を辞任したが、1559年にはディットマールシェン（Dithmarschen）攻略の指揮官として軍隊に復帰した。
ヨハン・ランツァウの息子のハインリヒ・ランツァウ（1526年 - 1598年）はホルシュタインの地主であり知事となり、文化的影響を残した。ハインリヒ・ランツァウが書いた父親の伝記が主要資料となっている。